# Бассіла
Бассіла — місто у Беніні, розташоване у департаменті Донга. Комуна має площу 120 км². Станом на 2002 населення становило 71 511 осіб.

## Видатні жителі
- Альфонс Амаду Алле